# Sundarbazar
Sundarbazar – gaun wikas samiti w zachodniej części Nepalu w strefie Gandaki w dystrykcie Lamjung. Według nepalskiego spisu powszechnego z 2001 roku liczył on 1283 gospodarstw domowych i 5707 mieszkańców (3053 kobiet i 2654 mężczyzn).